# Жулін (Мазовецьке воєводство)
Жулін (пол. Żulin) — село в Польщі, у гміні Сточек Венґровського повіту Мазовецького воєводства.
Населення — 231 особа (2011).
У 1975-1998 роках село належало до Седлецького воєводства.

## Демографія
Демографічна структура станом на 31 березня 2011 року:
|          | Загалом | Допрацездатний вік | Працездатний вік | Постпрацездатний вік |
| -------- | ------- | ------------------ | ---------------- | -------------------- |
| Чоловіки | 112     | 17                 | 79               | 16                   |
| Жінки    | 119     | 21                 | 61               | 37                   |
| Разом    | 231     | 38                 | 140              | 53                   |